# ДТ (пулемёт)
ДТ (Дегтярёва танковый, Индекс ГАУ — 56-П-322) — танковый пулемёт, разработанный В. А. Дегтярёвым, в 1929 году, пулемёт для оснащения боевых машин (броневых автомобилей, танков, броневых поездов и так далее).
В 1944 году, после модификации возвратно-боевой пружины, пулемёт получил обозначение Дегтярёва танковый модернизированный (ДТМ, Индекс ГАУ — 56-П-322М).
В документации встречается также обозначение пулемет ДТ-29 с обозначением года выпуска и постановки  пулемета на вооружение.

## История
Танковый пулемёт ДТ поступил на вооружение Красной Армии, в 1929 году, под обозначением «7,62-мм танковый пулемёт системы Дегтярева образца 1929 года» (ДТ). Он был по сути модификацией сконструированного в 1928 году 7,62-мм авиационного пулемёта ДА, являющегося в свою очередь модификацией пулемёта ДП. У всех трёх пулеметов были унифицированная затворная группа, а у ДА и ДТ была одинаковая спусковая рама. Разработка этой модификации была осуществлена В. А. Дегтяревым с учётом особенностей установки пулемёта в боевом отделении танка или броневого автомобиля (БА).
Вместо деревянного приклада стал устанавливаться выдвижной металлический. Стандартный громоздкий магазин с однорядным расположением патронов заменен на магазин с трёхрядным расположением вмещающий 63 патрона.
Пулемёт устанавливался на шаровую установку, разработанную Г. С. Шпагиным, позволявшую легко наводить пулемёт в горизонтальной и вертикальной плоскостях. Также пулемёт снабжался парусиновым гильзоуловителем.
В конце 1935 года на ДТ начали ставить 2.5х-кратный оптический прицел, в феврале 1936 года заводом № 185 для пулемёта ДТ была разработана шкворневая установка (выпущенная в небольшом количестве), в 1937 году для ДТ была разработана турельная установка П-40, а в 1938 году - турельная установка П-40-УМ.

Носовые башни мотоброневагона МБВ № 2. Ленинградский фронт, июнь 1942 года. Видны 7,62-мм пулемёты ДТ на зенитных турелях.

Стоимость одного ДТ (с комплектом ЗИП) в 1939 году составляла 1 400 рублей, магазина — 23 рубля
Пулемёты ДТ устанавливали на некоторые бронеавтомобили, построенные на предприятиях Испанской республики (часть бронеавтомобилей UNL-35, выпущенных в период с июня 1937 до марта 1939 года на заводе в Валенсии, а также бронеавтомобили AAC-37, выпущенные в период с апреля 1937 года до февраля 1938 года в Барселоне).
В 1944 году была модифицирована возвратно-боевая пружина и пулемёт получил обозначение ДТМ (Индекс ГАУ — 56-П-322М).

## Использование ДТ

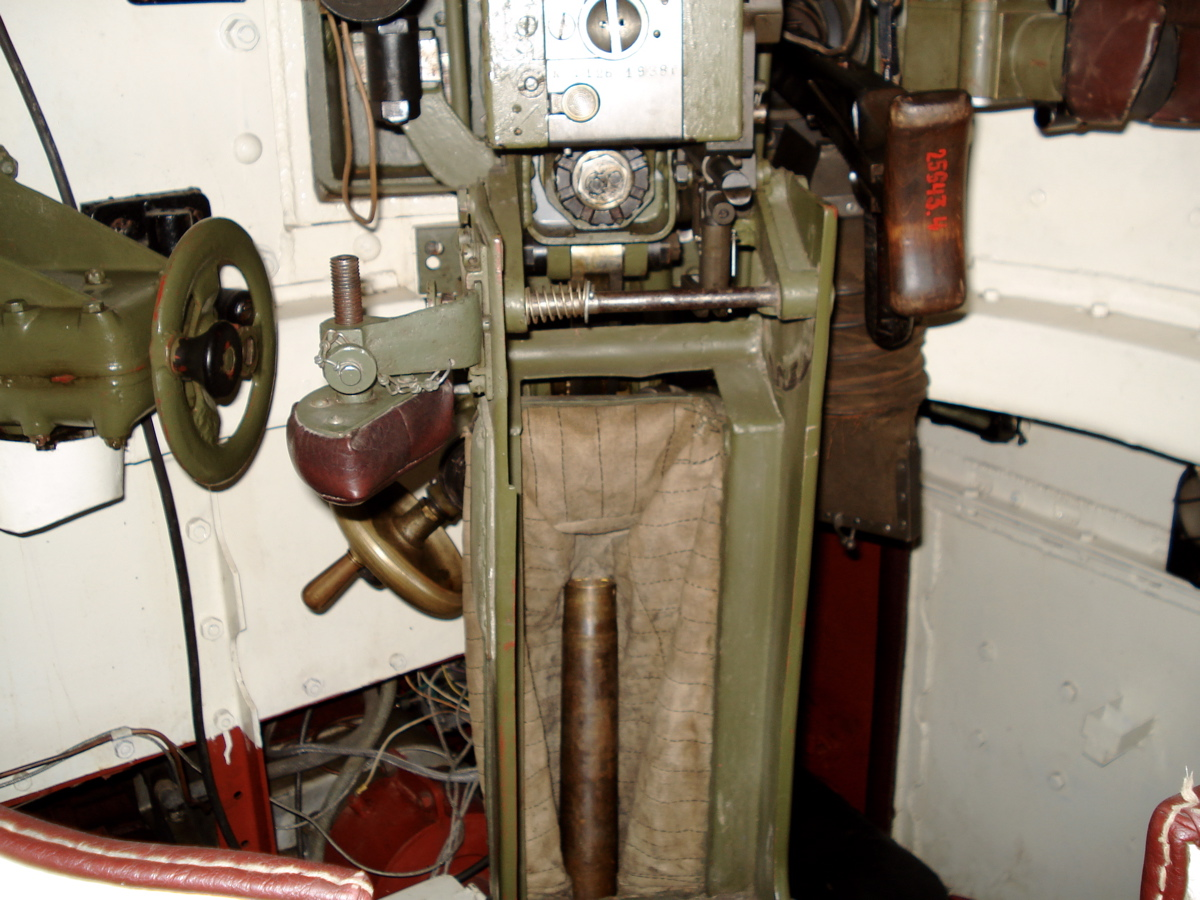
Внутри башни Т-26, справа приклад ДТ с красными цифрами.

### ДТ наТ-26

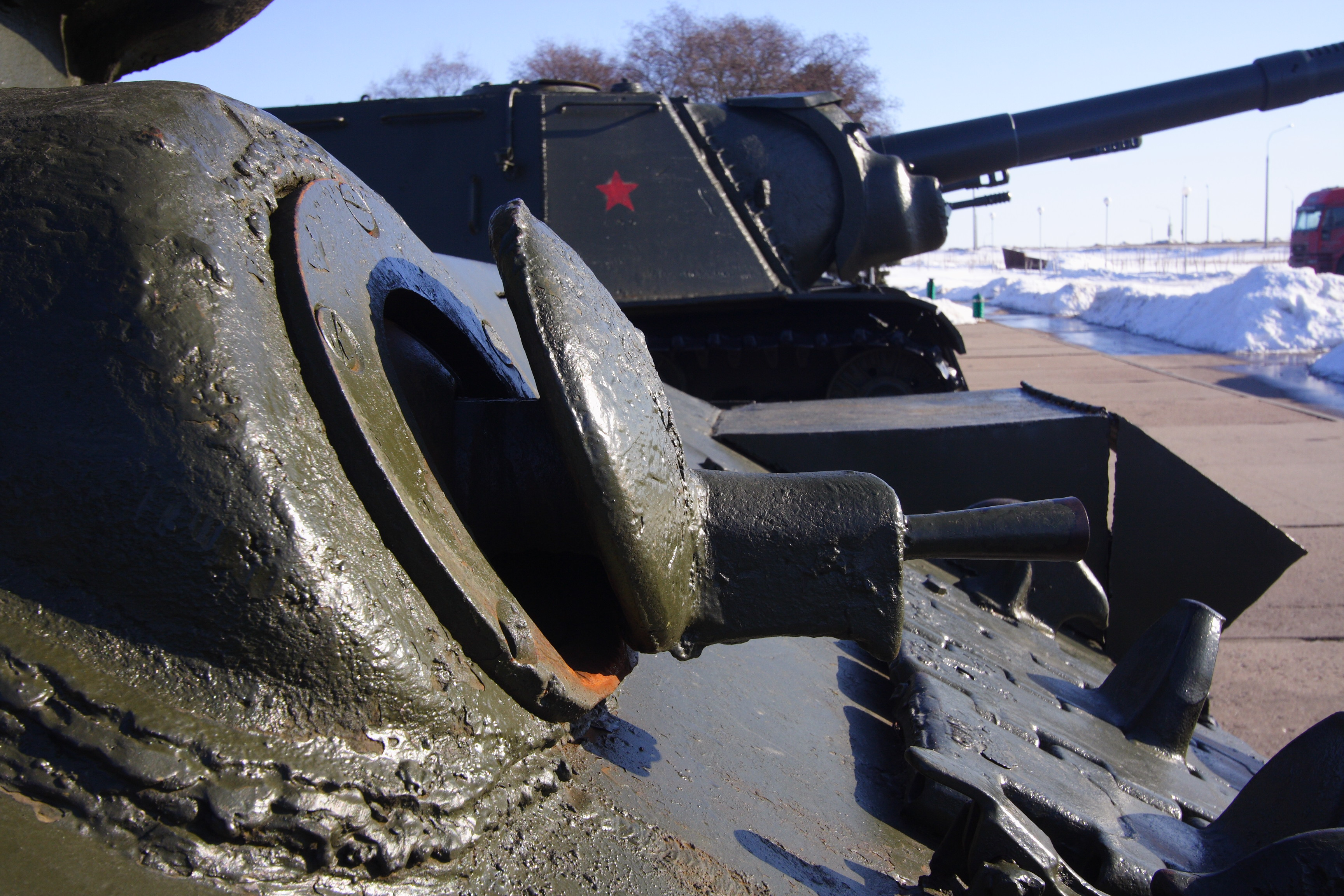
ДТ в лобовой плите Т-34-85 на Кургане Славы

Вооружение двухбашенного танка Т-26 обр. 1931 г. составляли два 7,62-мм пулемёта ДТ, размещавшиеся в шаровых установках в лобовой части башен. Наведение пулемётов осуществлялось при помощи диоптрических прицелов. ДТ имел дальность эффективной стрельбы 600—800 метров и прицельную дальность 1 000 метров. Питание пулемёта осуществлялось из дисковых магазинов ёмкостью в 63 патрона, темп стрельбы составлял 600, а боевая скорострельность — 100 выстрелов в минуту. Для стрельбы применялись патроны с тяжёлой, бронебойной, трассирующей, бронебойно-трассирующей и пристрелочной пулями. Как и на других советских танках, установка пулемётов была быстросъёмной для обеспечения использования их экипажем вне танка, для чего пулемёты комплектовались сошками. Боекомплект пулемётов составлял 6489 патронов в 103 магазинах.

### ДТ наТ-23
Пулеметы ДТ устанавливались на советской экспериментальной танкетке Т-23. «Большая танкетка сопровождения» Т-23 проектировалась как легкая бронированная машина для сопровождения пехоты. Построена в 5 экземплярах в 1929-1930 годах.

### ДТ наТ-27
В 1931-1934 годах пулеметами ДТ вооружались советские танкетки Т-27. Боевая машина успешно прошла испытания и запущена в серийное производство. Выпущено 3 155 танкеток Т-27.

### ДТ наКС-18
В 1937-1939 годах разработан и выпускался советский химический бронеавтомобиль на базе автомашины ЗИС-6. Вооружался пулеметом ДТ в шаровой установке во вращающейся башне.
Бронеавтомобиль оснащался специальным химическим оборудованием марки «КС-18» производства московского завода «Компрессор» и жидкостным баком ёмкостью 800 л. В зависимости от вещества, наполняющего бак, машина могла осуществлять постановку дымовых завес, дегазацию местности или распыление боевых отравляющих веществ.
Бронеавтомобиль КС-18 испытан и передан на вооружение. В серии выпущено 94 машины.
Химический бронеавтомобиль КС-18 принял участие в боевых действиях на советско-германском фронте во Второй мировой войне.

### ДТ наМХТ-1
В 1935 году построен «минометный химический танк первый», вооруженный пулеметом  ДТ. Выпущен в одном экземпляре, испытан, но в серию не пошел.

### ДТ наТ-37А
В 1932 году спроектирован, построен и прошел испытания однобашенный малый плавающий танк Т-37А. Вооружался пулеметом ДТ во вращающейся башне. В 1934-1936 годах выпускался серийно. Построено 2 565 машин. Принимал участие в боевых действиях на советско-германском фронте во Второй мировой войне.

### ДТ наТ-38
В 1936 году спроектирован и построен однобашенный малый плавающий танк Т-38. Пулемет ДТ устанавливался во вращающейся башне. Танк Т-38 стал результатом модернизации предшествующей боевой машины танка Т-37А. С 1936 по 1939 год выпущено 1 420 танков Т-38 и 10 танков Т-38М. Боевые машины приняли участие во Второй мировой войне и в ряде локальных военных конфликтов.

### ДТ наППГ
В 1940 году создана опытная советская танкетка под индексом «подвижное пулеметное гнездо» ППГ. Танкетка вооружалась двумя пулеметами ДТ, размещенными в независимых шаровых установках в переднем броневом листе корпуса. Предварительный заказ на изготовление пяти экспериментальных танкеток ППГ был аннулирован и в серию машина не пошла.

### ДТ наТ-34
Два пулемёта ДТ являлись вспомогательным вооружением танков Т-34 и Т-34-85. Один из них («спаренный») размещался в спаренной с пушкой установке и имел общие с ней углы наведения. Другой («курсовой») находился в шаровой установке в верхней лобовой плите корпуса, его углы наводки составляли ±12° в горизонтальной плоскости и −6…+16° в вертикальной. Боекомплект пулемётов составлял на танках ранних выпусков, по разным данным, 46 или 49 дисков по 63 патрона (в сумме 2898 или 3087 патронов), на самых ранних машинах, не имевших радиостанции, он увеличивался до 75 дисков (4725 патронов). На Т-34 с «улучшенной» башней боекомплект состоял из 50 дисков (3150 патронов).

## Галерея

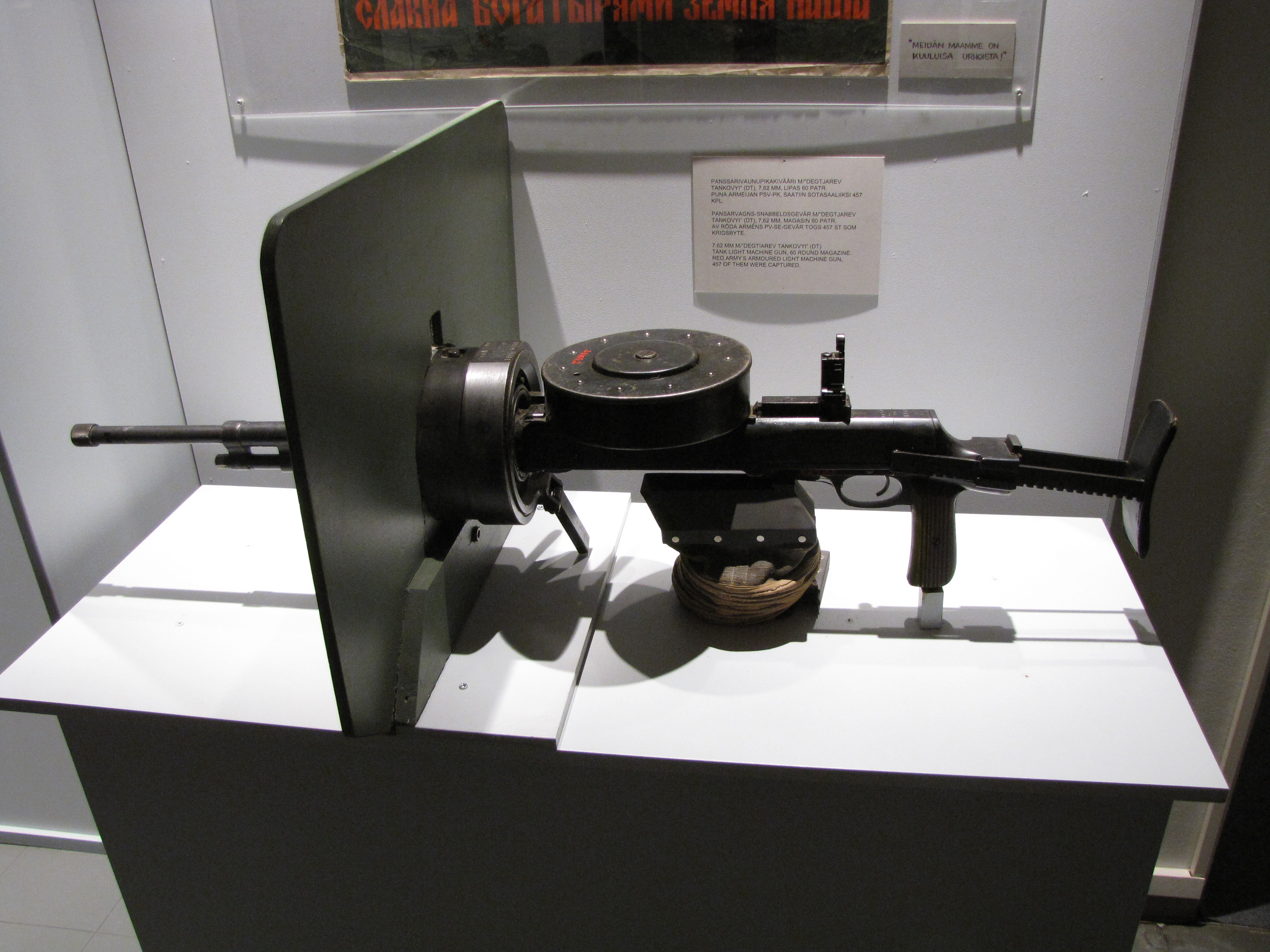
Пулемёт ДТ в Военном музее Финляндии[англ.]
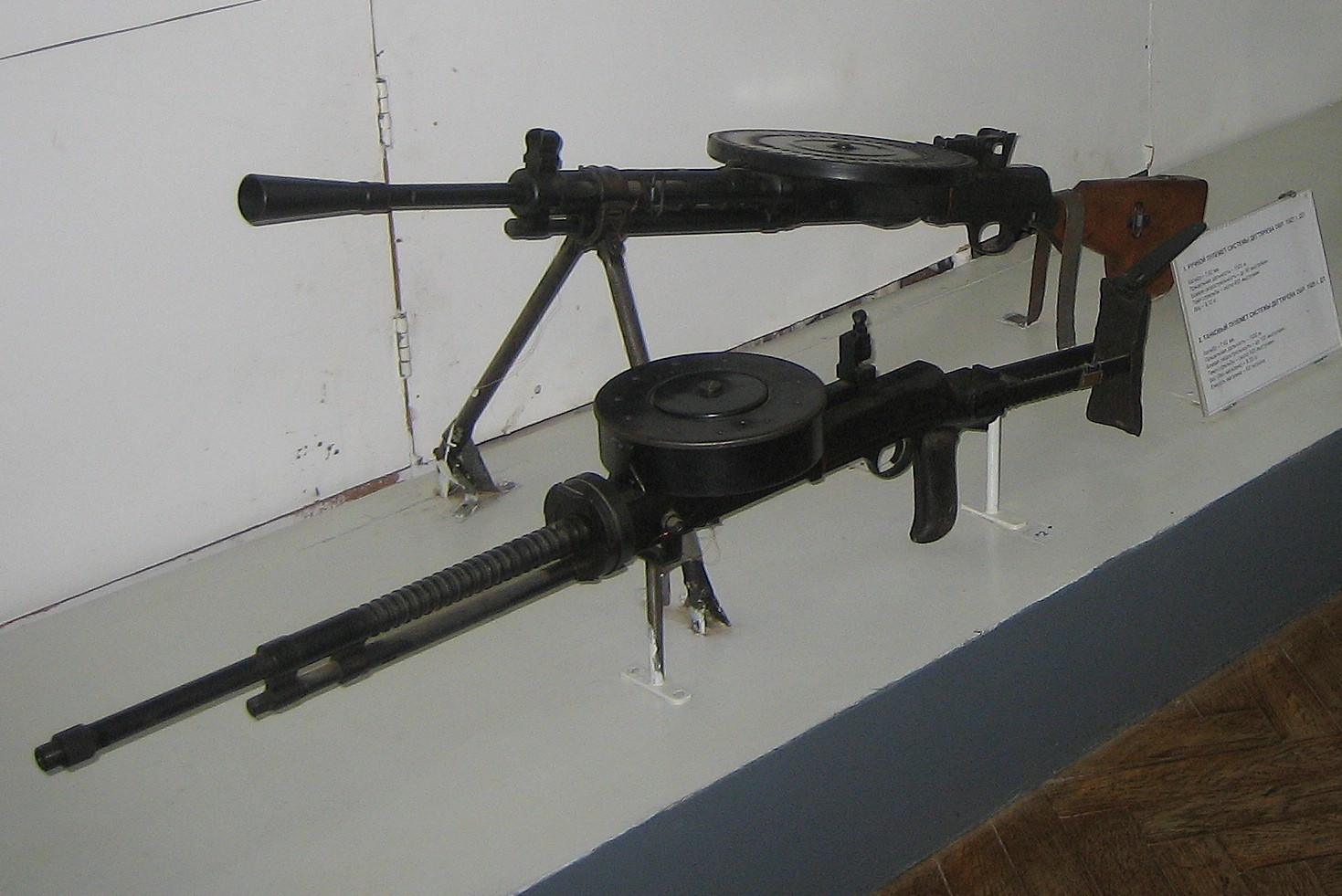
ДП и ДТ в Военно-историческом музее СПб
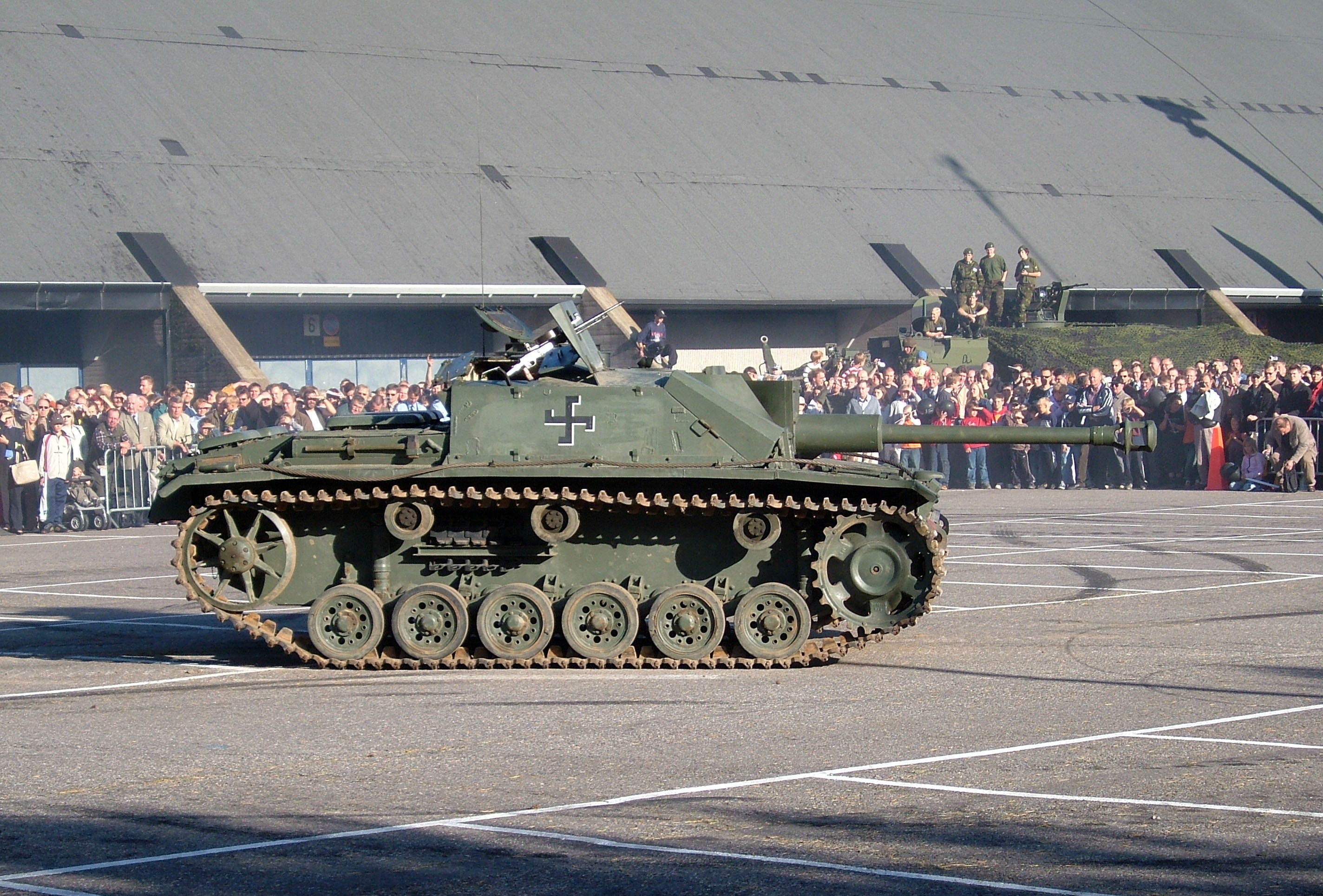
Финский StuG III Ausf. G. с зенитным ДТ, Тампере, 2005
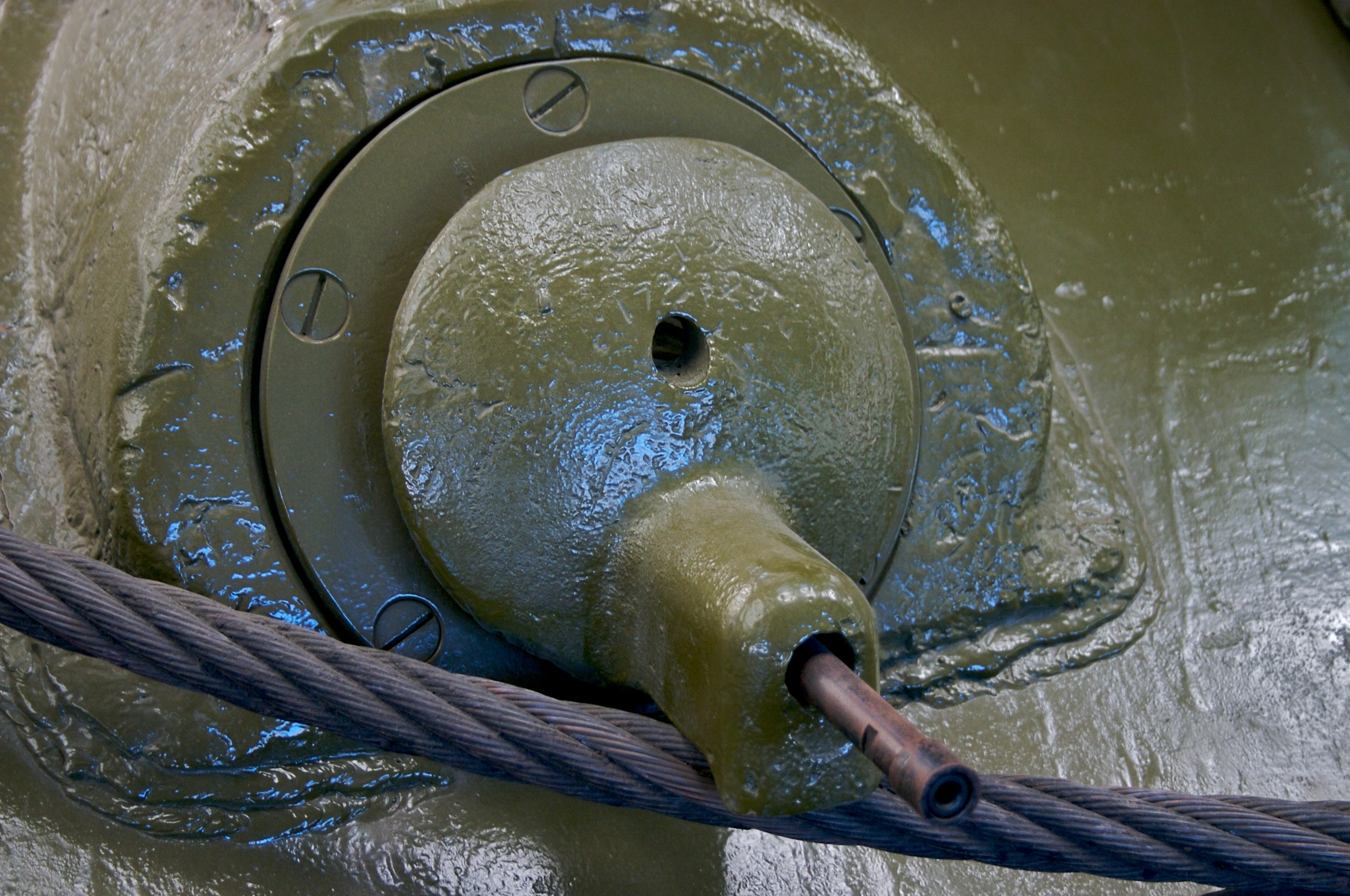
ДТ в лобовой плите корпуса Т-34
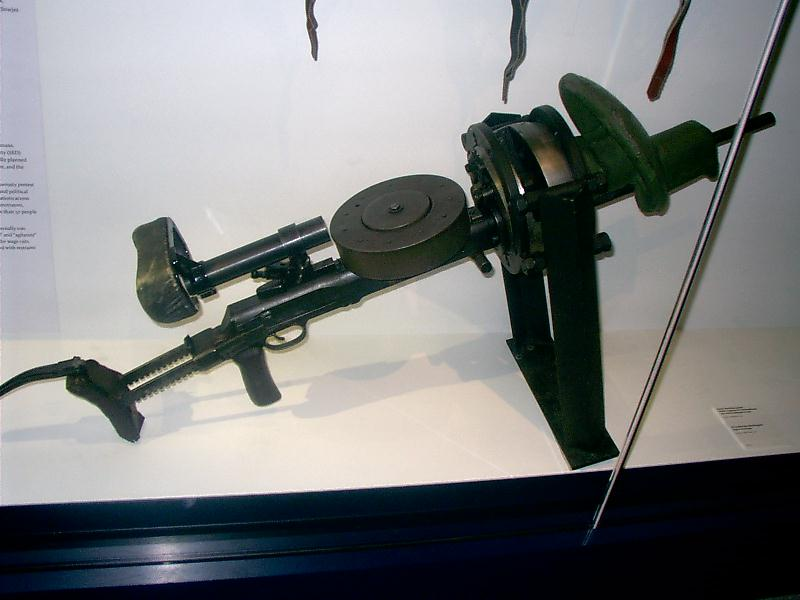
ДТ с оптическим прицелом и бронемаской в Военно-историческом музее Дрездена
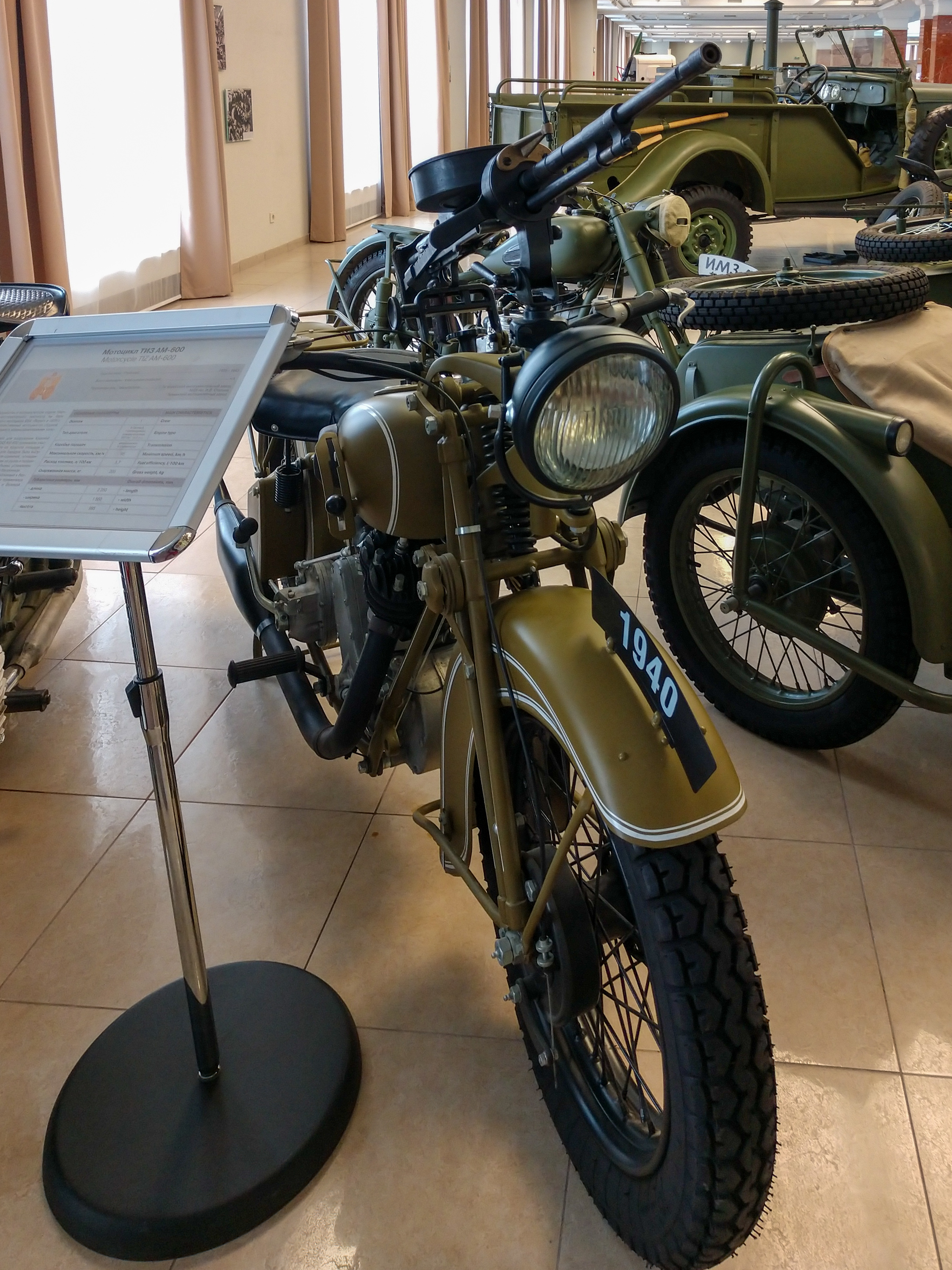
Пулемёт ДТ на ТИЗ АМ-600 в Музейном комплексе УГМК